# フレッド・モリス・ディアリング

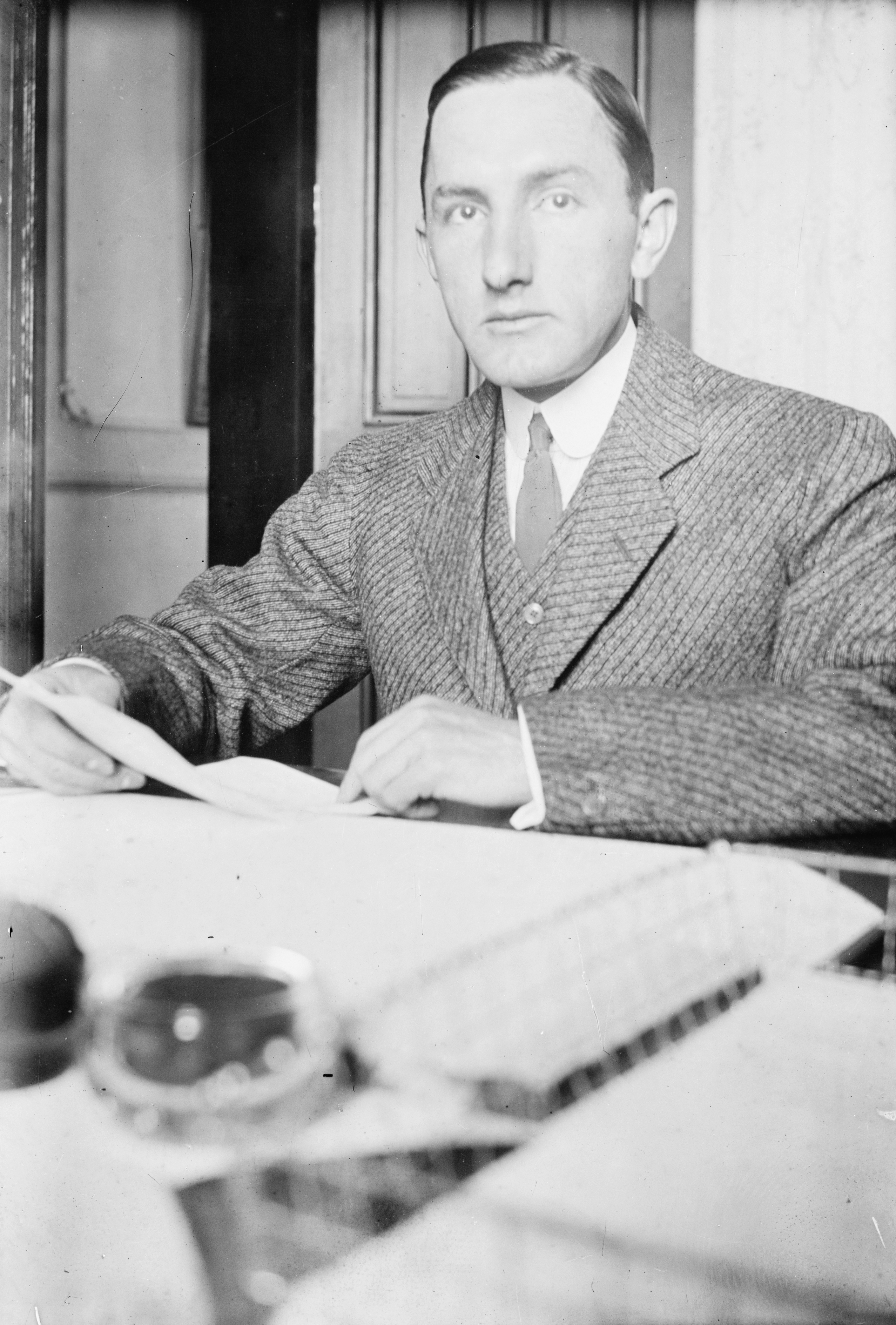
フレッド・モリス・ディアリング

フレッド・モリス・ディアリング（Fred Morris Dearing, 1879年11月19日 - 1963年）は、アメリカ合衆国の外交官。1921年から1922年まで第31代アメリカ合衆国国務次官補を務めた。

## 生涯
1879年11月19日、ディアリングはミズーリ州コロンビアにおいて誕生した。ディアリングは国務省に入省し、外交部に所属した。
1921年3月11日、ディアリングは国務次官補に任命された。ディアリングは1922年2月28日まで同職を務めた。1922年6月6日、ディアリングは駐スウェーデン公使に任命された。ディアリングは1930年2月28日まで同職を務めた。1930年5月23日、ディアリングは駐ペルー大使に任命された。ディアリングは1937年6月3日まで同職を務めた。1937年9月23日、ディアリングは駐スウェーデン公使に任命された。ディアリングは1938年6月17日まで同職を務めた。
ディアリングはドロシー・シッテナム (Dorothy Sittenham) と結婚した。2人の間にはドン・ディアリング (Donn Dearing) が生まれた。